# مايرون إتش ويلسون
مايرون إتش ويلسون (بالإنجليزية: Myron H. Wilson)‏ هو لاعب كرة قاعدة أمريكي، ولد في 9 سبتمبر 1887 في كليفلاند في الولايات المتحدة، وتوفي في 19 أغسطس 1962.